# Samizdat

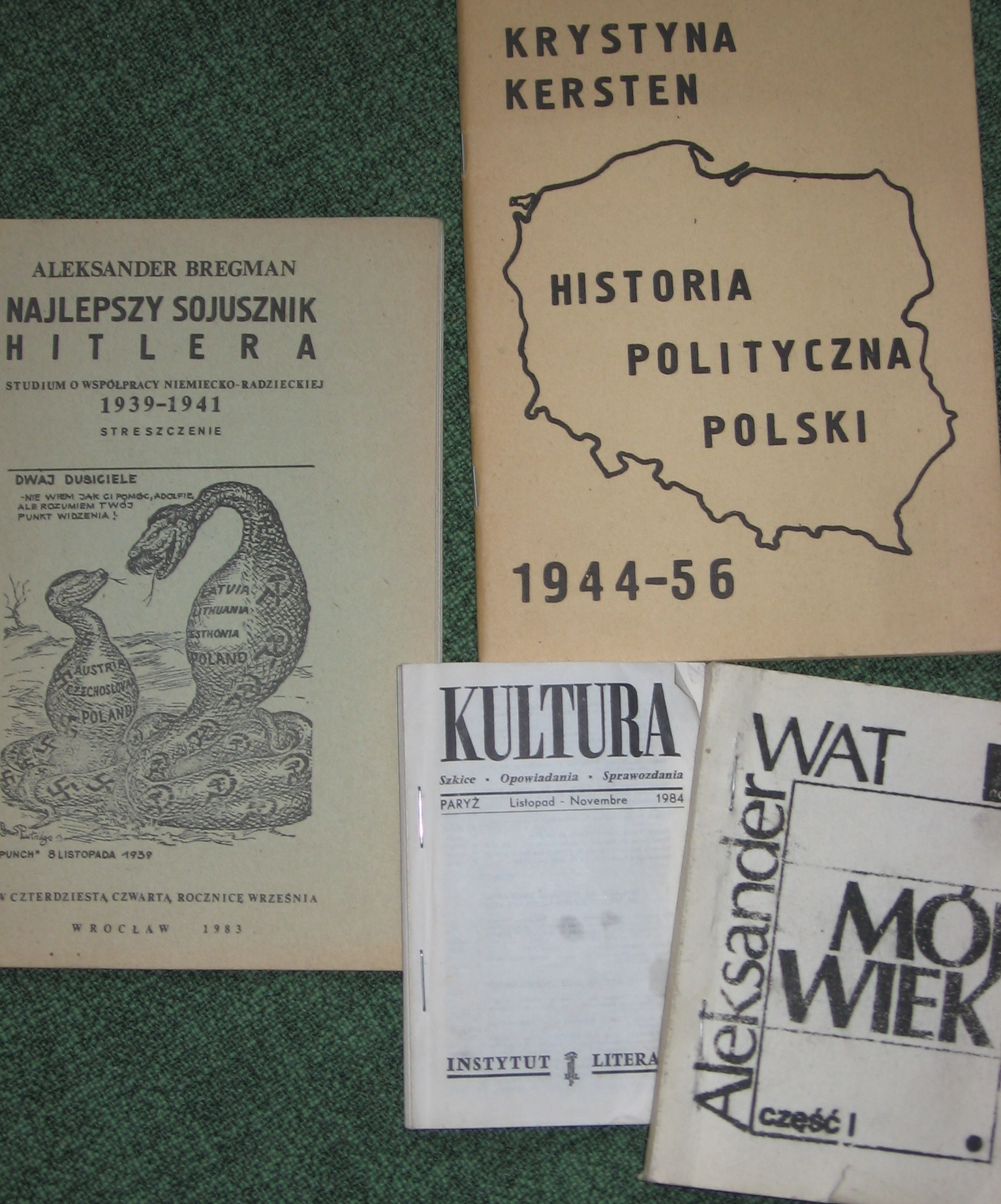
Polsk samizdat

Samizdat (ryska самиздат, polska bibuła eller drugi obieg) betecknar underjordisk litteraturspridning i Sovjetunionen och i östblocket under kommunistiskt styre, från 1960- till 1980-talet. Den mest ryktbara av de underjordiska publikationerna utgjorde Krönika över löpande händelser som cirkulerade i Sovjetunionen och utkom mer eller mindre regelbundet varannan månad mellan 1968 och 1972.  Solsjenitsyn beskriver begreppet på följande sätt: ”Samizdat är ett nybildat ryskt uttryck, som bokstavligen betyder ’självpublicerande’. Det används om poem, essäer, noveller, artiklar och så vidare, vilka maskinskrivs och cirkuleras från hand till hand för att undgå cencuren’. Publikationer som utges inom landet benämnes samizdat medan de som publiceras utomlands kallas tamizdat. Tam i ordet tamizdat betyder ’där borta’. En av de mer kända tamizdatpublikationerna - som skrevs i Sovjet, smugglades ut och publicerades i italienska Feltrinelli - är Boris Pasternak bok Doktor Zjivago som förlänades nobelpriset 1958. Magizdat eller magnitizdat syftar på bandinspelningar av utländska radiostationers utsändningar, tex förbjudna böcker. Motsatsen till samiz- och tamizdat är gosizdat, dvs statlig utgivning. Den främsta källan till samizdat-material utgör Archiv Samizdata i München som kontinuerligt samlade och utgav dessa. 
Begreppet samizdat används även i sammanhang utanför östblockets om underjordisk litteratur; ordsammansättningen på ryska antyder ungefär "eget förlag" vilket officiellt betraktas som brottsligt.
Inte alla samizdat-publikationer i Sovjetunionen var antikommunistiska. I oktober 1978 arresterades exempelvis två redaktörer för vänsteropositionen i Leningrad som utgav tidskriften Perspektiv. Den ene dömdes till fem års läger, den andre till mentalsjukhus. Perspektiv kan betraktas som anarko-syndikalistisk. Den utgav material om Bakunin, Trotskij, Marcuse, Cohn-Bendit och om Kronstadtupproret 1921. 
En annan brett socialistisk samizdat-tidskrift var Poiski, vilken var antitotalitär, pluralistisk som tom öppnade sina spalter för ortodoxa kyrkan, privat ägande och monarkins införande. Poiski innefattade en rad teman: poesi, litteratur, politik och samhällsliv och uppmärksammade socio-ekonomiska frågor samt de icke-officiella fackföreningarnas problem. Den hann utkomma med 8 nummer innan den upphörde 1979. Vladimir Sorokin kom att arresteras, medan en annan redaktör Pjotr Egides tvingades emigrera. 
Vladimir Bukovskij beskrev 1979 att medborgarrättsrörelsen växte i samma proportion som repressionen vidtogs mot den. Myndigheterna hade inte kunnat förinta rörelsen. Inte heller hade man kunnat få bukt med samizdat som spreds i allt större omfattning. Han menade att det var ”ett känt faktum att många i partitoppen läste de oppositionella underjordiska utgåvorna … För femton år sedan straffades man med sju år fängelse om man spred samizdatlitteratur. Idag  har spridningen en sådan omfattning att myndigheterna står maktlösa”. 
Salman Rushdie berör samizdats subversiva och fria karaktär. Han menar att av alla konstformer är litteraturen den mest lågteknologiska. Den talar direkt till oss inne i huvudet. Den enda plats där vi skyddade av vårt eget huvuds sekretess kan höra röster tala om allt som är tänkbart på alla tänkbara sätt. ”Den kräver inga iscensättare, inga skådespelare, producenter, kameramän, kostymskapare och musiker. Den kräver inte ens det traditionella förlagsmaskineriet, vilket samizdat-litteraturens mångåriga framgång har visat”.

## Tillverkning
På grund av sträng censur, en icke existerande yttrandefrihet och att all tillgång till utrustning för mångfaldigande av utskrifter var starkt begränsad, var handskrift och skrivmaskinsutskrifter med flera karbonkopior den vanligaste tekniken som användes inom samizdatrörelsen, varefter kopiorna skickades runt till förtrogna och mångfaldigades på samma arbetskrävande sätt.
Litteratur och dokument som spreds som samizdat var exempelvis skönlitterära verk såsom GULAG-arkipelagen och Michail Bulgakovs Mästaren och Margarita.